# Mino Maccari
Mino Maccari (né à Sienne  le 24 novembre 1898 et mort à Rome le 16 juin 1989) est un peintre, un graveur et un écrivain italien.

## Biographie
Mino Maccari est né à Sienne, dans une famille de la petite bourgeoisie,.
Il fait preuve d'une propension au dessin au fusain, mais se tourne vers des études littéraires, obtenant un diplôme de droit en 1920. Il participe à la  Première Guerre mondiale comme officier d'artillerie puis reprend des études à Sienne et travaille en tant que stagiaire dans un cabinet d'avocats à Colle di Val d'Elsa tout en se consacrant à la peinture. Il participe aux affrontements sociaux d'après guerre et  en 1922 à la Marche sur Rome.
En 1924, il s'occupe de l'impression et publie ses premières gravures dans le magazine fasciste Il selvaggio (« Le Sauvage ») dont il prend direction jusqu'en 1942 tout en continuant une carrière artistique. Après la Seconde Guerre mondiale, il continue d'obtenir des succès et des reconnaissances pour son travail artistique, plein de coups de pinceau décisifs, d'accents chromatiques, sa production artistique comprend des dessins, des aquarelles et des détrempes.
Mino Maccari meurt à Rome en 1989, à l'âge de 90 ans.

## Distinctions
- 1963 : Prix Feltrinelli de peinture
- 1973 : Prix de la satire politique de Forte dei Marmi.